# Passief roken

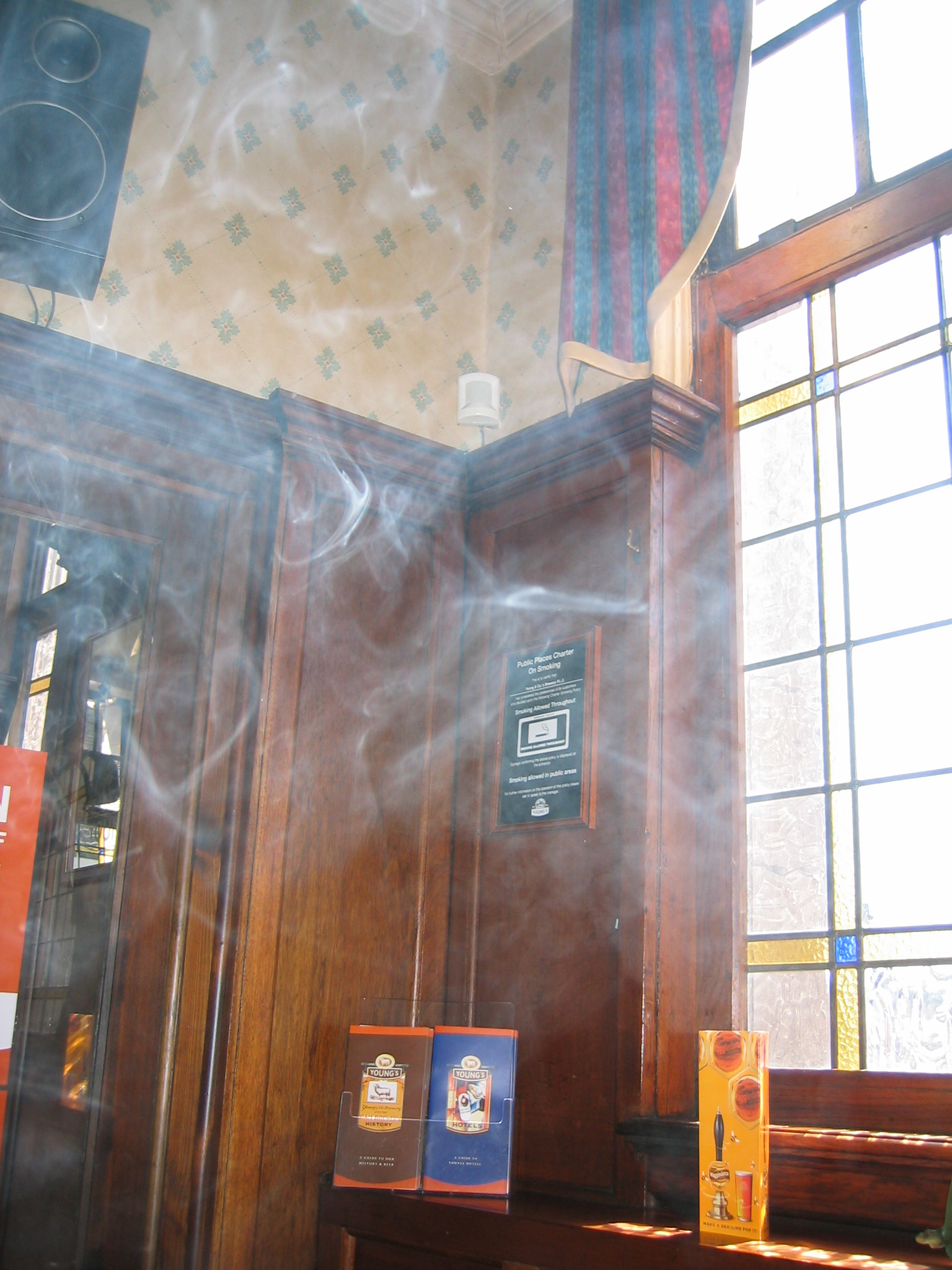
Tabaksrook in een Ierse pub voordat het rookverbod van 29 maart 2004 van kracht werd.

Passief roken of meeroken is het inademen van omgevingstabaksrook. Dit is sigarettenrook direct afkomstig van andermans sigaretten, pijpen of sigaren (de 'hoofdstroom') in combinatie met de door de roker uitgeademde rook (de 'zijstroom'). Passief roken wordt vaak, vooral door niet-rokers, als niet prettig ervaren. Ook worden de gevolgen van het inademen van rook voor passieve rokers gevaarlijk geacht. Overheden in vele landen hebben maatregelen genomen, in de vorm van een rookverbod, om passief roken te beperken.

## Gevaren
Naar de gevaren van roken wordt veel onderzoek gedaan. Passief roken levert (net als "eerstehands" roken, oftewel het zelf roken) een verhoogde kans op vele ziekten op. Vooral voor baby's en kinderen wordt passief roken over het algemeen erg slecht geacht, aangezien zij nog in de ontwikkelingsfase zitten. Een onderzoek uit 2010 in opdracht van de World Health Organization wees uit dat wereldwijd jaarlijks meer dan 600.000 mensen zouden sterven door passief roken (daaronder 165.000 kinderen). Dit zou ongeveer een tiende zijn van alle sterfgevallen die verband houden met tabaksrook. Ook is gebleken dat passief roken schadelijk is voor huisdieren. Veel niet-rokers maken niet alleen bezwaar tegen meeroken vanwege de mogelijke gezondheidsrisico's, maar ook omdat zij de rook als hinderlijk ervaren (bijvoorbeeld omdat kleding gaat stinken).
Meeroken kan ook plaatsvinden als mensen zich in dezelfde ruimte bevinden als rokers die op dat moment niet roken, het zgn. 'derdehands' roken. De schadelijke stoffen die vrijkomen bij het roken, komen in het lichaam van de roker terecht en gaan in de kleding zitten. Op een later moment komen de schadelijke stoffen weer vrij. Behalve via kleding kunnen de schadelijke stoffen ook via allerlei andere voorwerpen of de handen nog lang daarna door het lichaam worden opgenomen. Dat door inademing, aanraking of orale inname.

## Passief roken door kinderen in Vlaanderen
Er bestaan nog niet zo lang cijfers over het aantal kinderen dat meerookt in Vlaanderen en/of België. Toch hebben een aantal organisaties sinds 2002 hier al aan gewerkt. Onder andere het Vlaamse Steunpunt Milieu en Gezondheid, het Vlaamse Steunpunt Welzijn, Volksgezondheid en Gezin, de Vlaamse Liga tegen Kanker en het Belgische Wetenschappelijk Instituut Volksgezondheid hebben bij bevragingen en metingen hier onderzoek naar gedaan.
Uit de resultaten blijkt dat er de afgelopen 10 jaar toch enkele trends zijn: er roken al wat minder kinderen mee en er worden vaker huisregels inzake tabaksgebruik in de woning vastgelegd. Uit onderzoek van het Vlaamse Steunpunt Welzijn, Volksgezondheid en Gezin blijkt dat moeders vaak stoppen met roken vlak voor de zwangerschap (van 22,7% rokers tot 10-12% vlak voor de zwangerschap), waarna ze dit meestal de eerste weken na de bevalling volhouden.  Uit cijfers van 2010 van het Vlaamse Steunpunt Milieu en Gezondheid blijkt dat zo'n 35% van de aan het onderzoek deelnemende 14-15-jarigen meerookt. En onderzoek op proefdieren toont aan dat meeroken wel degelijk schadelijk is voor de gezondheid.

## Maatregelen
Begin 21ste eeuw zijn er verschillende maatregelen genomen en verschillende campagnes gevoerd om passief roken tegen te gaan:
- Roken op de werkplek is in Nederland sinds begin 2004 verboden.
- Onder meer met televisiereclames is met de campagne "Roken? Niet waar de kleine bij is" in Nederland getracht het roken in de buurt van kleine kinderen te voorkomen.
- In West-Vlaanderen wordt, wegens het veelvuldig voorkomen van meeroken in die provincie, sinds 2009 door de West-Vlaamse medisch milieukundigen en Logo's (Lokaal Gezondheidsoverleg) campagne gevoerd met het project "Rook niet bij mij" om het roken in de buurt van kleine kinderen tegen te gaan.[7]
- Roken waar kinderen bij zijn is verboden in meerdere landen en op verschillende plaatsen.